# Punisher: War Zone
Kẻ trừng phạt 2 hay Kẻ trừng phạt: Vùng chiến sự (tựa tiếng Anh: Punisher: War Zone) là một bộ phim siêu anh hùng Mỹ mang thể loại hình sự, hành động và tâm lý của đạo diễn Lexi Alexander thực hiện; phim được công chiếu vào năm 2008. Punisher: War Zone là phần tiếp theo của phim hành động năm 2004 The Punisher và có sự tham gia của diễn viên Ray Stevenson vào vai chính.

## Nội dung
Kể từ khi thấy vợ con bị bọn tội phạm sát hại, Frank Castle - hay còn có biệt danh Kẻ Trừng Phạt - đã lên kế hoạch đi tiêu diệt các băng nhóm tội phạm khét tiếng. Hôm đó, ở nhà ông trùm xã hội đen Cesare đang tổ chức tiệc tùng thì bỗng dưng Castle xuất hiện, anh ta giết chết Cesare lẫn nhiều người khác trong bữa tiệc. Cháu của Cesare là Billy Russoti bị Castle ném vào máy nghiền thủy tinh, mặt của Billy bị biến dạng hoàn toàn, Castle biến mất khỏi hiện trường đúng lúc cảnh sát đến.
Về nhà, Castle rất hối hận vì đã vô tình bắn chết một cảnh sát chìm tên Nicky Donatelli trong trận đấu súng trước đó. Castle luôn cố tạo mối quan hệ tốt đẹp với vợ con Donatelli để bù đắp tội lỗi nhưng Angela Donatelli không đồng ý. Hai Đặc vụ Paul Budiansky và Martin Soap được lệnh đi bắt Castle. Còn Billy Russoti, hắn vô cùng căm thù Castle đã phá hủy khuôn mặt hắn, nhưng trước khi tìm Castle thì Billy dự định tìm gia đình Donatelli để lấy lại số tiền mà hắn cho là Nicky từng nợ hắn. Billy đến bệnh viện tâm thần rồi giải thoát cho tên anh trai Loony Bin Jim của hắn, anh em Billy cùng hai tên thuộc hạ Pittsy và Ink bắt đầu đến nhà Donatelli. Castle biết trước anh em Billy sẽ đến nhà Donatelli nên anh ta cũng chạy đến đó để bảo vệ hai mẹ con Angela, Đặc vụ Budiansky và Soap bắt được Castle. Castle bảo Budiansky rằng anh em Billy đang ở nhà Donatelli nhưng Budiansky chỉ gọi một xe cảnh sát đến kiểm tra ngôi nhà chứ không để Castle đi.
Hai sĩ quan cảnh sát được cử đến kiểm tra nhà Donatelli không may bị nhóm của Billy giết chết. Quá lâu mà chưa nghe hai sĩ quan trả lời, Budiansky liền vào nhà xem thử, anh thấy Pittsy và Ink đang bắt mẹ con Angela làm con tin. Ở ngoài xe hơi, Soap nghe lời Castle và mở còng cho anh ta, Castle vào nhà giết Pittsy và Ink rồi dẫn mẹ con Angela đi. Billy và Loony Bin Jim vừa trên lầu xuống thì bị Budiansky bắt, xe cảnh sát đến đưa chúng về đồn. Castle khuyên mẹ con Angela nên ở nhà anh ta, khi nào anh ta xử lý xong anh em Billy thì trở về nhà cũ. Tại đồn cảnh sát, Đặc vụ Miller thỏa thuận với anh em Billy rằng nếu chúng lừa được tên trùm buôn lậu vũ khí Cristu Bulat ra mặt thì chúng sẽ được trả tự do. Anh em Billy lừa Cristu Bulat ra mặt, cảnh sát ập đến bắt Cristu Bulat, Đặc vụ Miller đồng ý thả anh em Billy ra.
Billy và Loony Bin Jim đến nhà Castle, chúng dùng rìu chém anh bạn Carlos của Castle rồi bắt mẹ con Angela, một người bạn thân của Castle là Microchip cũng bị chúng bắt đi theo. Castle về nhà không thấy mẹ con Angela, anh trang bị vũ khí vào người để đi cứu họ. Budiansky và Soap quyết định giúp đỡ Castle, hai Đặc vụ này đến chỗ ông Tiberiu Bulat - bố của Cristu Bulat, họ nhờ ông ta dẫn thuộc hạ đến sào huyệt của anh em Billy để xử lý đám thuộc hạ của Billy. Cuối cùng, Castle tìm được anh em Billy đang ở tầng ba của khu khách sạn bị bỏ hoang, chúng bắt mẹ con Angela và Microchip làm con tin. Castle bắn chết Loony Bin Jim rồi đánh nhau với Billy, Castle ném Billy vào đống lửa, Billy bị chết cháy. Castle cứu được mẹ con Angela, còn Microchip đã bị Billy giết trước đó. Budiansky đưa mẹ con Angela về nhà, còn Soap đưa Castle về nhà, trên đường đi Castle đã bắn một tên cướp đang muốn trấn lột Soap.

## Diễn viên
- Ray Stevenson vai Frank Castle / Kẻ Trừng Phạt
- Dominic West vai Billy Russoti / Jigsaw
- Doug Hutchison vai James Russoti / Loony Bin Jim (LBJ)
- Colin Salmon vai Paul Budiansky
- Dash Mihok vai Martin Soap
- Julie Benz vai Angela Donatelli
- Stephanie Janusauskas vai Grace Donatelli
- Wayne Knight vai Linus Lieberman / Microchip
- Romano Orzari vai Nicky Donatelli
- Larry Day vai Miller
- Ron Lea vai Ross
- Tony Calabretta vai Saffiotti
- T.J. Storm vai Maginty
- Mark Camacho vai Pittsy
- Keram Malicki-Sánchez vai Ink
- Carlos Gonzalez-vlo vai Carlos Cruz
- David Vadim vai Cristu Bulat
- Aubert Pallascio vai Tiberiu Bulat
- John Dunn Hill vai Cesare